# باشگاه فوتبال ظفار
باشگاه فوتبال ظفار (عربی: نادي ظفار الرياضي الثقافي الاجتماعي) یک باشگاه فوتبال در شهر صلاله، عمان است.
این باشگاه که در سال ۱۹۷۲ تاسیس شده سابقه ۱۱ قهرمانی در لیگ حرفه‌ای فوتبال عمان را در کارنامه دارد.